# 陶集县
陶集县，中国旧县名。
晋绥解放区设。1946年由绥远省陶林、集宁两县（今属内蒙古自治区）析置。以两县首字为名。1949年撤销，仍归各县。 